# RBS 90
RBS 90 (Robotsystem 90 — «ракетный комплекс 90-й модели», экспортное словесное название — Nightrider [naɪt ˈraɪdər], чит. «Найтра́йдер» — «ночной наездник») — шведский универсальный переносной зенитный ракетный комплекс (ПЗРК), усовершенствованная всепогодная модификация RBS 70 (потому исходно имел индекс RBS 70M). Находился на вооружении ВС Швеции в период 1993—2004 гг. Производился фирмой Bofors Defense (после поглощения последней концерном Saab — Saab Bofors Dynamics).

## Предыстория
Переносной зенитный ракетный комплекс RBS 70 зарекомендовавший себя как высокоэффективное средство противовоздушной обороны и поставлявшееся на экспорт во множество других государств, со времени постановки на вооружение имел выраженный недостаток, существенно ограничивавший боевые возможности оснащённых им подразделений, а именно — был зависим от погодно-климатических факторов, требовал ясной погоды для нормальной эксплуатации, для непрерывного визуального контакта оператора с воздушной целью в процессе наведения и обстрела. Для решения этой проблемы Управлением материально-технического обеспечения вооружённых сил в 1983 году была инициирована программа работ по модернизации комплекса и поставлено тактико-техническое задание на разработку его усовершенствованной модели.

## Разработка
После начала программы работ, в разработку комплекса включились исходный изготовитель — компания Bofors и Ericsson Microwave Systems, отвечавшая за сопрягаемые радиолокационные средства. В дополнение ко всепогодности, пусковая установка комплекса имеет спаренные направляющие под размещение двух пусковых труб с ракетами, что позволяет продолжить обстрел целей без перезаряжания сразу после попадания или промаха предыдущей ракеты. Испытания предсерийных образцов начались в 1989 году, а в 1991 году комплекс был принят на вооружение. Частичная замена в войсках предыдущих моделей на новые всепогодные проходила в 1991—1995 гг.
Макет комплекса в натуральную величину был впервые представлен мировой прессе 2—8 сентября 1990 года на ежегодной международной выставке вооружения и военной техники Фарнборо вместе с РЛС обнаружения целей Giraffe и РЛС наведения ракет Hard, смонтированными в виде зенитного модуля на шасси гусеничных транспортёров Hagglunds.

## Постановка на вооружение
Исходно, комплекс поставлялся в учебные подразделения для переучивания личного состава. Линейные военные части, выполняющие задачи по прикрытию воздушного пространства над территорией страны, начали оснащаться RBS 90 в 1993 году. Перевооружение имело ограниченный характер, так как не предусматривало полной замены RBS 70 в войсках, а лишь трети от имеющегося арсенала ПЗРК. На практике это происходило следующим образом: в каждом зенитном ракетном дивизионе трёхбатарейного состава, третья батарея перевооружалась RBS 90, в то время как первая и вторая сохраняли на вооружении RBS 70 с усовершенствованными характеристиками. Организационно-штатная структура батареи, оснащённой RBS 90 предусматривает два зенитных ракетных взвода по три отделения в каждом и один взвод радиолокационной разведки, оснащённый радиолокационными станциями кругового обзора Ericsson PS-90 (Giraffe 75). В качестве стандартного средства обеспечения мобильности для личного состава зенитного ракетного отделения и перевозимых средств применяются два гусеничных транспортёра Bv 206. Боевая машина имеет на борту систему управления огнём с экраном локатора кругового обзора, куда поступают координаты целей, передаваемые со станции PS-90, и собственную РЛС обнаружения целей Ericsson PS-91 HARD (Helicopter and Aircraft Radar Detection). В качестве потенциальных заказчиков рассматривались Финляндия и Норвегия.

## Тактико-технические характеристики
Источник информации:
Командно-пусковой блок
- Габаритные характеристики

- Длина: 645 мм
- Ширина: 603 мм
- Высота: 446 мм

- Система управления полётом ракеты: управление по лазерному лучу
- Метод наведения: трёхточечный, метод автоматического совмещения
- Прицельные приспособления: дневной прицел-видеокамера и ночной тепловизионный прибор
- Станция подсветки цели: низкоимпульсный лазер
- Поле зрения объектива видеокамеры: 3 × 4°
- Поле зрения объектива тепловизионного прибора: 4 × 6°
- Спектральный диапазон тепловизионного прибора: инфракрасный
- Волновой диапазон тепловизионного прибора: 8 … 12 µм

Ракета
- Модификация: Lvrb 90 Mk.2
- Массо-габаритные характеристики

- Длина ракеты: 1320 мм
- Диаметр ракеты: 105 мм
- Стартовая масса ракеты: 17 кг

- Тип боевой части: осколочно-фугасная
- Масса боевой части: 1,2 кг
- Маршевая скорость полёта ракеты: ок. 340 м/с (M1)
- Максимальная скорость полёта ракеты: 580 м/с (M1,69)
- Дальняя граница зоны пуска по цели типа «реактивный самолёт» (при стрельбе навстречу): 7 км
- Досягаемость по высоте: 4 км
- Среднее время полёта

- на расстояние 2 км: 6 сек
- на расстояние 6 км: 16 сек

Треножная пусковая установка
- Габаритные характеристики

- Высота: 1271 … 1436 мм
- Диаметр стоек: 2179 мм

Источник питания/преобразователь
- Габаритные характеристики

- Длина: 460 мм
- Ширина: 350 мм
- Высота: 400 мм

- Вольтаж: трёхфазный, 230 В / 50 Гц

Радиолокационные средства
- Частотный диапазон станции кругового обзора (PS-90): G, от 4 до 6 ГГц
- Частотный диапазон станции обнаружения целей (PS-91): H/I, от 6 до 10 ГГц
- Канальность по цели станции обнаружения целей (отслеживание): до 8 воздушных целей одновременно
- Дальность обнаружения цели радиолокационной станцией обнаружения целей (максимальная)

- по цели типа «зависший вертолёт»: 8 … 10 км
- по цели типа «реактивный самолёт»: 16 … 20 км

- Система координат станции наведения ракет: трёхкоординатная